# Hofstad Radio
Hofstad Radio is een voormalige commerciële regionale radio-omroep uit Den Haag. Het radiostation begon in 1980 als een professionele piratenzender en na een legale periode op de Haagse kabel verkreeg het station in 2003 twee etherfrequenties. In 2009 verdween de zender uit de ether om plaats te maken voor Radio Decibel.
Op 1 juli 2020 keerde Hofstad Radio terug als DAB+ station. Via DAB+ zendt Hofstad non stop muziek uit, met op ieder uur het Hofstad Radio Nieuws.

## Geschiedenis

### De beginjaren
Hofstad Radio wordt beschouwd als een van de meest professionele omroeppiraten, zowel technisch als programmatisch.
Hofstad Radio is in 1980 opgericht door Gerard Rijff en Ewoud Vonk en deels voortgekomen uit de piratenzenders Radio Centraal en de Haagse Illegale Radio Omroep (H.I.R.O.). De oprichters wilden een professioneel, krachtig, regionaal radiostation opzetten, met 24 uur per dag nieuwsbulletins, actualiteiten en kwaliteitspop, te ontvangen in heel Den Haag. Op zondag 30 november 1980 ging Hofstad Radio voor het eerst op zender. Het station zond uit met een omgebouwde Rohde & Schwarz bakenzender op 97.8 MHz, waarmee het station in de hele Randstad was te ontvangen. De zenders van Hofstad Radio werden ook wel Harry genoemd, verwijzend naar de toenmalige minister van CRM Harry van Doorn die in 1974 een einde maakte aan de zeezenders vanaf de Noordzee. 11 januari 1981 werd Hofstad Radio voor het eerst uit de lucht gehaald door de Radiocontroledienst. Een week later was het station weer in de lucht, ditmaal vanaf de Laan van Meerdervoort, de bekendste uitzendlocatie van het station. In deze periode werd Hofstad Radio beschouwd als een van de meest professionele omroeppiraten, zowel technisch als programmatisch. Op 12 mei 1981 startte Hofstad Radio met het 24 uur per dag uitzenden en was hiermee de eerste lokale zender in Nederland. Buiten de gepresenteerde uren om werden non-stop banden gedraaid. In de zomer van 1981 nam het aantal inbeslagnames van de zenders toe, en na de inbeslagname op 16 januari 1982 was Hofstad Radio een aantal maanden uit de lucht.
De TROS begon op 22 november 1984 met het laten uitzenden van ledenwervingsspotjes op Hofstad Radio.
Begin 1985 begon het station met het uitzenden van nieuwsbulletins op het hele uur. De berichten werden kort van tevoren opgenomen in een speciaal daarvoor gehuurde ruimte nabij de zender.
De opsporingen werden dat jaar opgevoerd en de zenders werden met grote regelmaat inbeslaggenomen. Met de herziening van de Telegraaf- en Telefoonwet in 1985 werden de sancties voor het illegaal uitzenden verhoogd. Ook werd door de overheid gedreigd dat adverteerders op de illegale zenders beboet zouden worden. Dit weerhield Hofstad Radio echter niet van uitzenden. Na de 59e inbeslagname januari 1986 werden de uitzendingen van Hofstad Radio definitief gestaakt, nadat een van de medewerkers was aangehouden op basis van het wetsartikel 140 (deelneming aan een organisatie die tot oogmerk heeft het plegen van misdrijven) uit het Wetboek van Strafrecht.

### Legaal op de kabel
Na enige jaren uit de lucht te zijn geweest werden er plannen gemaakt om Hofstad Radio weer in de lucht te brengen. De Haagse lokale omroep Lokatel maakte het mogelijk om als derde zendtijd te huren op het tweede kabelkanaal van de omroep. Om de uitzendingen mogelijk te maken richtte Hofstad de Stichting Hofstad Radio op. Vanaf mei 1989 zond Hofstad Radio weer uit in Den Haag op de kabelfrequente 95.5 MHz. Via Lokatel had Hofstad de beschikking over vier uur zendtijd per dag. Omdat het uitzenden van reclame in die tijd verboden was, maar men toch de inkomsten nodig had, werd er op creatieve wijze in de uitzendingen verwezen naar sponsoren van Hofstad Radio. Er kwam regelmatig een fictieve veiligheidsmedewerker langs in de studio, die werd begroet met HADI beveiligingsmedewerker, naar het gelijknamige bedrijf. Aan de eerste legale periode van Hofstad Radio kwam in september 1990 een einde, nadat Lokatel de doorgifte staakte.

### Tweede illegale periode
Nadat de periode op de Haagse kabel was afgelopen was het enige jaren stil rondom Hofstad Radio. Op 6 februari 1994 werd een reünie-uitzending georganiseerd, waarbij Omroep Rijswijk de studio en zendtijd ter beschikking stelde. Ook de piraat Radio Centraal stuurde de uitzending door via de eigen zender.
Vanaf 26 januari 1996 was Hofstad Radio zelf weer in de lucht. Er werd vanaf dan in het weekend uitgezonden op 97.2 MHz. Toen eind 1996 de geruchten rond een op handen zijnde Elfstedentocht opkwamen, werd tijdens de Hofstad nieuwjaarsreceptie het fictieve Actiecomité Elfstedentocht Nee opgericht. Met de slogan hak een wak! nam men stelling tegen het nieuwsaanbod dat volledig door de Elfstedentocht werd gedomineerd. Het station loofde een prijs uit aan degene die een groot wak hakte midden op de Bonkevaart.

Tot eind 1998 was het station regelmatig in de ether ontvangen, daarna werd besloten om te proberen een legale status te verkrijgen.

### Eigen kabelfrequentie en evenementenzenders
Nadat Hofstad Radio de illegale uitzendingen met kerst 1998 had gestaakt richtte het station zich op het verkrijgen van een legale frequentie. Het initiatief hiertoe werd genomen door een aantal Hofstad-medewerkers uit de illegale periode. Op 11 april 2000 verkreeg de Stichting Haagse Media van het Commissariaat voor de Media toestemming om een programma uit te zenden onder de naam Hofstad Radio.
In april 2000 haalde Hofstad Radio de kranten met de actie Red Beatrix. Met de actie wilde het radiostation koningin Beatrix een hart onder de riem steken, nadat er dat jaar kritiek was op de constitutionele monarchie. Dat jaar bestond Hofstad Radio ook precies 20 jaar. Ter gelegenheid hiervan werd 3 december 2000 op de frequentie van Fresh FM een jubileumuitzending verzorgd met een terugblik op de geschiedenis in de vorm van de documentaire Twintig jaar Hofstad in twintig minuten.

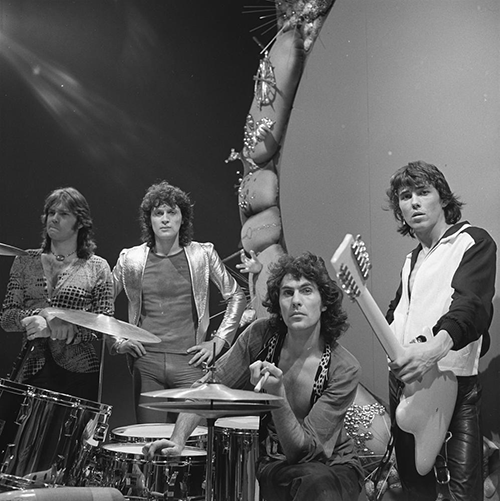
Hofstad Radio verwierf een etherfrequentie ter promotie van de Golden Earring expositie in het stadhuis

Er werden meerdere pogingen ondernomen om op het Haagse kabelnet te worden toegelaten. Eind 2000 besloot de Haagse Programmaraad (HPR) om Hofstad Radio niet toe te laten op het Haagse kabelnet. De raad zei enthousiast te zijn over de plannen van Hofstad Radio, maar besloot uiteindelijk om Happy Radio de plek te geven. Een jaar later besloot de HPR om Hofstad Radio alsnog toe te voegen aan het kabelaanbod. De zender zond uit op de kabelfrequentie 100.8 MHz in Den Haag en 95.9 MHz in de randgemeenten Leidschendam, Voorburg, Rijswijk, Nootdorp, Ypenburg en Wassenaar.
Naast de poging om op de kabel te worden toegelaten zond Hofstad Radio regelmatig uit via evenementenfrequenties. In het kader van de viering van het 125-jarig bestaan van de Verbindingsdienst van de Koninklijke Landmacht zond Hofstad Radio tussen juni en augustus 1999 uit via de etherfrequentie 91.0 MHz op de noodantenne van Omroep West op de zendtoren in het Bezuidenhout. Bij de Reclame Code Commissie was toestemming gevraagd voor het uitzenden van commercials, waardoor er de facto een tijdelijke commerciële omroep ontstond. Later heeft Hofstad Radio het nooit meer voor elkaar gekregen om zo'n lange periode van bijna 3½ maand uit te zenden. Ook in 2000 kon het station op deze frequentie uitzenden, ditmaal in het kader van het Zeeheldenfestival. September 2001 begon in het Haagse stadhuis een expositie over de band Golden Earring. Hofstad Radio besloot hier op in te spelen door de Golden Earring Weken te starten en zond hierbij uit in de ether op 96.0 MHz. In de zomer van 2002 werden op het Scheveningse strand de Beach Soccer Series gehouden. Ter gelegenheid van dit evenement zond Hofstad Radio uit op de evenementenfrequentie 96.0 MHz, met reportages en flitsen van de wedstrijden. Vlak voor het verkrijgen van een permanente etherfrequentie was het station rondom KoninginneNach en Koninginnedag van 2003 te ontvangen op 106.6 MHz.

### Verkrijgen etherfrequentie, einde & nieuwe start

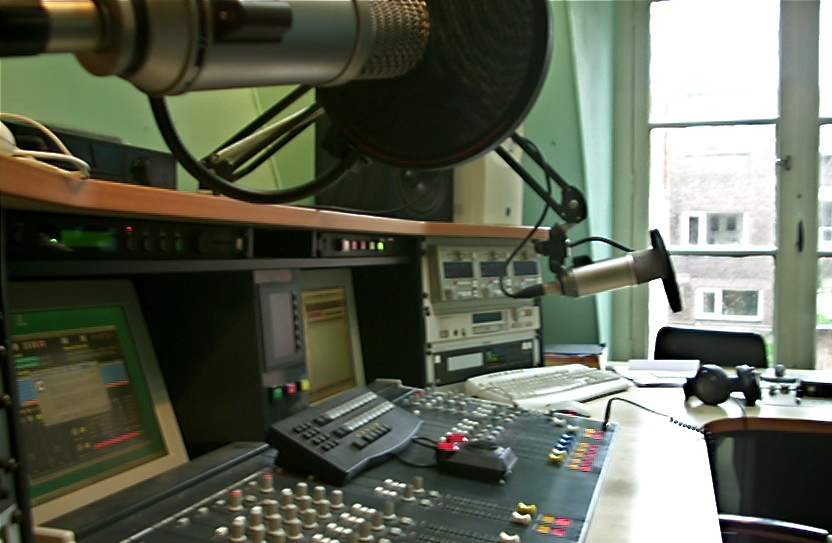
Studio van Hofstad Radio aan de Achterom

Bij de frequentieverdeling in 2003 bemachtigde Hofstad Radio de regionale kavel B8, met zenders in Den Haag op 99.4 MHz en Leiden op 93.7 MHz. Met de frequenties op dit kavel kon het station een demografisch bereik behalen van 4,6%. In de verdeling werd de aanvraag van de Stichting Haagse Media met een nul beoordeeld op de programmatische voornemens en een plus voor het bedrijfsplan. Daarmee overtroefde het station de andere gegadigde voor de kavel, de Stichting Commerciële Omroep Exploitatie Zuid-Holland. Het financieel bod van Stichting Haagse Media was € 311.000.
Met de overgenomen studio van Radio Nationaal, dat bij de verdeling geen frequentie wist te bemachtigen, startte het station op 4 juli 2003 met het uitzenden op de nieuw verworven frequentie 99.4 MHz vanaf de KPN-toren aan de Prinses Marijkestraat in Den Haag. Enige tijd later werd ook de 93.7 MHz in Leiden aangezet. De programmering bestond uit een mix van dj's uit de vroegere perioden, zoals Rob van Dijk, Jan Versteeg en Rob Hofland, voormalig zeezender dj's als Dick Verheul en Edo Peters, en nieuw talent.
In oktober 2004 veranderde het station van format om zo een grotere groep luisteraars aan het station te kunnen binden. De classic hits en dj's maakten plaats voor een nieuw nonstop format met feel good muziek en de slogan Het hart van Den Haag. In 2005 werd de frequentie in Leiden ingezet door Sleutelstad FM en per april 2007 werd Hofstad Radio overgenomen door Sleutelstad Media.
Van 1 februari 2009 tot 15 november 2013 was op de frequentie 99.4 MHz Radio Decibel met een Haagse editie te ontvangen. Daarmee kwam er ook een einde aan de uitzendingen van Hofstad Radio.
Hofstad is nog eenmaal in de ether te beluisteren geweest, namelijk in het weekend van 6 en 7 juli 2013 op de etherfrequentie 103.8 FM vanuit Rotterdam met een vermogen van 5 kW op 150 meter hoogte. Daardoor waren de nonstop-uitzendingen in een groot gedeelte van de Randstad te ontvangen. Het doel van deze eenmalige uitzending was aandacht te vragen voor de radiohistorie van de stad Den Haag. De initiatiefnemers van deze laatste uitzending zouden zich gaan inspannen om het radioarchief van de Haagse zenders vanaf 1974 te gaan digitaliseren en via internet ter beschikking te gaan stellen.
Op 29 september 2013 werd in café Emma aan het Regentesseplein in Den Haag het Haags Radio Archief begonnen. Café Emma was vroeger toevluchtsoord van radiopiraten en dan met name die van Hofstad Radio; omdat het zendadres aan de Laan van Meerdervoort vlakbij was, bleek het café de ideale plek om af te spreken als de zender weer eens uit de lucht was gehaald.
Het Haags Radio Archief is geopend door wethouder Kool die aangaf dat de piraten van weleer een belangrijke bijdrage hebben geleverd aan de ontwikkeling van de stad, niet alleen qua evenementen maar ook qua sociaal karakter. Ook luisterde hij zelf regelmatig, wat uiteindelijk heeft geïnspireerd tot de oprichting van Radio West. Henk Kool kreeg uit handen van de Stichting Vrij Haags zijn eerste illegale zender van Rohde & Schwarz, die hij meteen weer in bruikleen gaf aan het Haags Radio Archief. Op 30 november 2016 wordt het Haagse Radio Archief verder geformaliseerd.
Op 29 en 30 november 2016 was Hofstad Radio weer te beluisteren op de etherfrequentie 106,7 FM en via www.hofstadradio978.nl in het kader van het Popmuseum Rock Art.

## Programma's
Het programma Anti-monopolie werd vanaf 1982 op Hofstad Radio uitgezonden. In het programma werd aandacht geschonken aan het medianieuws met veel aandacht voor radio die inging tegen de Hilversumse omroepen. Het programma was bij andere stations niet onomstreden, omdat men vond dat het vermelden van bepaalde informatie gevaarlijk was.
In 1985 werd het in de studio van de Stichting Nederlandse Top 40 geproduceerde programma Muziek Parade Magazine uitgezonden.
Stork on Air is het radioprogramma van het Haags Popcentrum en werd in het verleden uitgezonden op Hofstad Radio. In het programma werd aandacht geschonken aan de Haagse popcultuur. Later werden de uitzendingen overgenomen door Radio West.

## Medewerkers

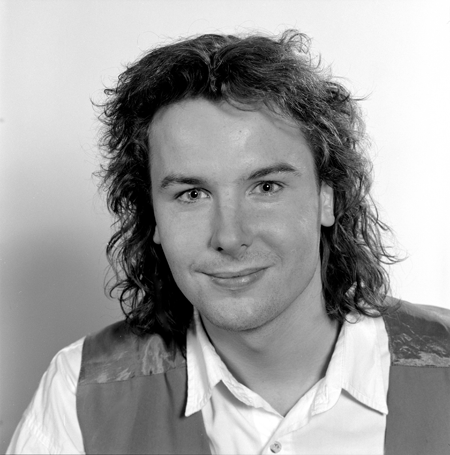
Wessel van Diepen draaide onder de naam Martin Kortooms op Hofstad Radio

Bij Hofstad Radio hebben programmamakers en andere medewerkers veelal onder een pseudoniem gewerkt.
Lijst van medewerkers met eigen lemma:
- René van den Abeelen,
- Ron Bisschop (als Johan Visser),
- Adam Curry (als John Holden),
- Wessel van Diepen (als Martin Kortooms),
- Jeroen van Inkel,
- Will Luikinga,
- Rick van Velthuijsen (als Rick de Vries)

Ook Peter Teekamp was op het station te horen met het "syndicated" programma Muziek Parade Magazine.

## Hofblad
Het Hofblad was het het informatieblad van Hofstad Radio. In eerste instantie gaf het station de Hofstad nieuwsbrief uit, maar vanaf december 1982 lag in samenwerking met Delmedia van Gerard van Dam het Hofblad in de winkels. Het blad werd gevuld met artikelen over het station en de medewerkers, maar ook artikelen over muziek en lifestyle.

## Hofstad in de media
Als zendpiraat was Hofstad Radio regelmatig te zien in reportages van televisiezenders in binnen- en buitenland.
De VARA zond op woensdag 4 februari 1981 het programma Achter het Nieuws een documentaire uit over vrije radio in Nederland met daarbij onder andere aandacht voor Hofstad Radio en Radio Centraal.
De Duitse WDR zond in 1981 een reportage uit over de piratenzenders in Nederland, waarbij de opnames gemaakt werden in de studio's van Hofstad Radio.
De omroep Veronica zond op 29 juli 1981 een televisiespecial uit onder de naam Hoe gaat het met de radio...?. De aflevering was gewijd aan Hofstad Radio, waar ingegaan werd op de inkomsten, Buma/Stemra afdrachten, de zenders en toekomstverwachtingen van het station.
Naar aanleiding van de aanpassing in 1985 van de Telegraaf- en Telefoonwet en de daarin aangescherpte regelgeving werd door KRO Brandpunt wederom aandacht geschonken aan de piratenzenders in Nederland. In de uitzending werden opnames gemaakt van de studio's van Hofstad Radio en kwam Ewoud Vonk aan het woord.
De VARA radiodocumentaire de stand van zaken met Paul Witteman en Marcel van Dam van november 1985 besteedde aandacht aan de radiopiraten van die tijd. In de uitzending werd melding gemaakt van het feit dat er op dat moment nog ongeveer 5 piratenzenders in Den Haag in de lucht waren, waar het er voorheen nog zo'n 80 waren. Ewoud Vonk van Hofstad Radio meldde in het programma dat het station in die tijd en omzet had van ongeveer 10.000 gulden per maand.
Op 17 maart 2015 wordt er in Andere Tijden gesproken met onder anderen medewerkers van Hofstad Radio over piratenzenders.